# Фламініо — П'яцца-дель-Пополо (станція метро)
41°54′43″ пн. ш. 12°28′33″ сх. д. / 41.91194° пн. ш. 12.47583° сх. д.
Фламініо (італ. Flaminio - Piazza del Popolo) — станція лінії А Римського метрополітену. Відкрита 16 лютого 1980 році у першій черзі лінії А (від Ананьїна до Оттавіано).
Станція розташована під площею Фламініо, в кварталі Фламініо за межами Авреліанового мура, поруч із площею П'яцца-дель-Пополо та Марсовим полем. На станції заставлено тактильне покриття. 
Є станцією з двома окремими тунелями, в кожному з яких знаходиться окрема платформа.
Між станціями Фламініо і Лепанто лінія виходить на поверхню і перетинає по метромосту річку Тибр.

## Пам'ятки
Поблизу станції розташовані:
- Вілла Боргезе
- П'яцца-дель-Пополо
- Порта-дель-Пополо
- Санта-Марія-дель-Пополо
- Пінціо
- Віа-дель-Корсо
- Віа-дель-Бабуїно[en]
- Віа-Маргутта[en]
- Віа-ді-Ріпетта[en]

## Пересадки
- Автобуси: 61, 89, 119, 160, 490, 495, 590, 628.
- Трамвай: 2.
- Залізниця Рим — Вітербо (станція Піазаль-Фламініо)